# Stanislav Rolínek

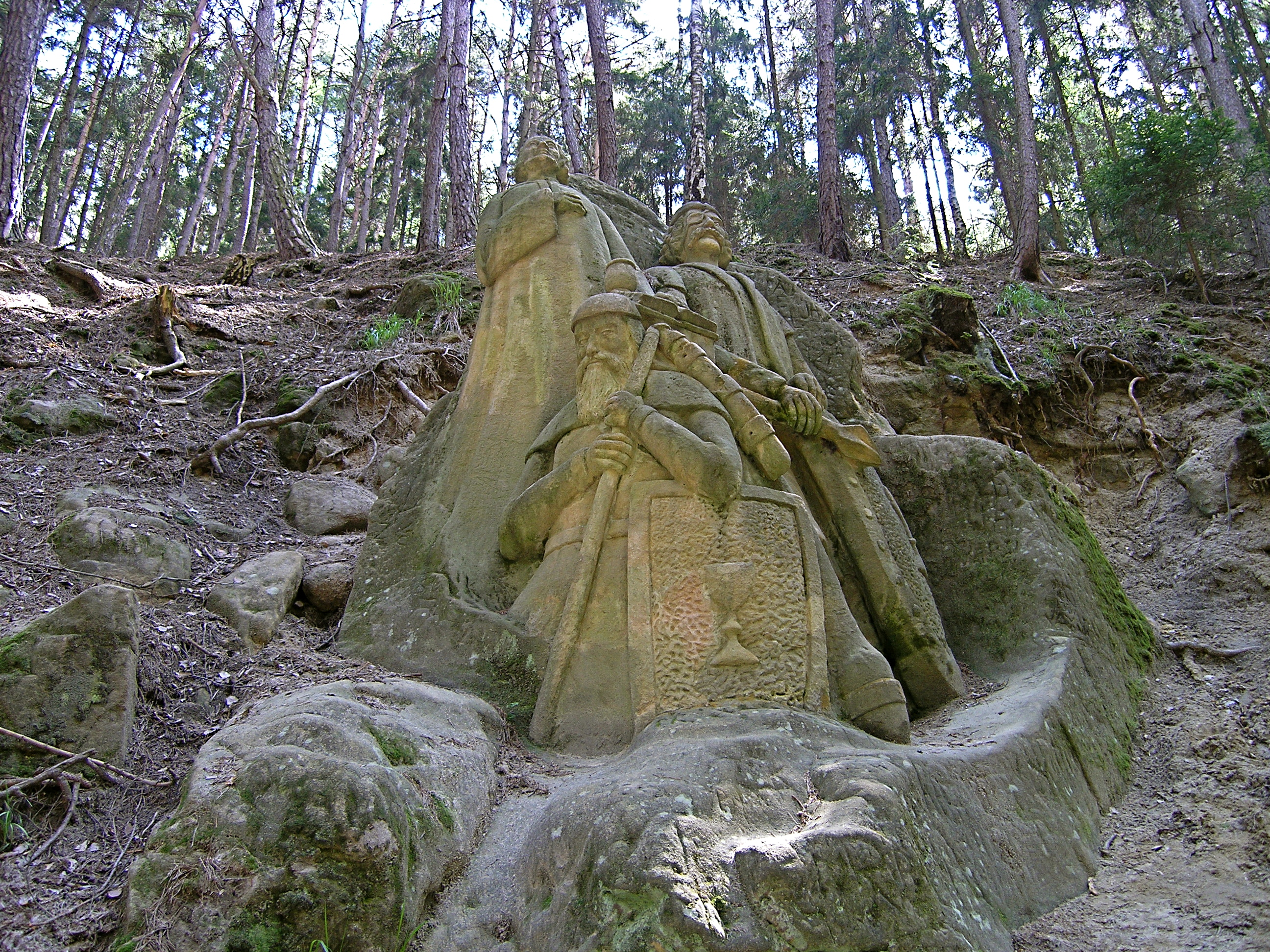
Sousoší Jana Žižky, Jana Husa a Prokopa Holého u Bořitova.

Stanislav Rolínek (9. února 1902, Bořitov – 11. července 1931, tamtéž) byl český sochař – samouk. Proslul především tvorbou přírodního národního monumentu nedaleko Kunštátu.

## Dětství
Stanislav Rolínek se narodil jako čtvrté dítě v rodině zemědělské dělnice a pivovarského dělníka. Když mu byl jeden rok, jeho otec zemřel, a tak se sociální poměry rodiny zhoršily. Stanislav se vyučil čalouníkem, poté byl zaměstnán v Černé Hoře jako dělník v nábytkářské firmě. Ve dvaadvaceti letech trpěl souchotinami. Po léčení nastoupil do brněnské továrny na nábytek, avšak ze zdravotních důvodů musel opět zaměstnání opustit.

## Vztah k umění

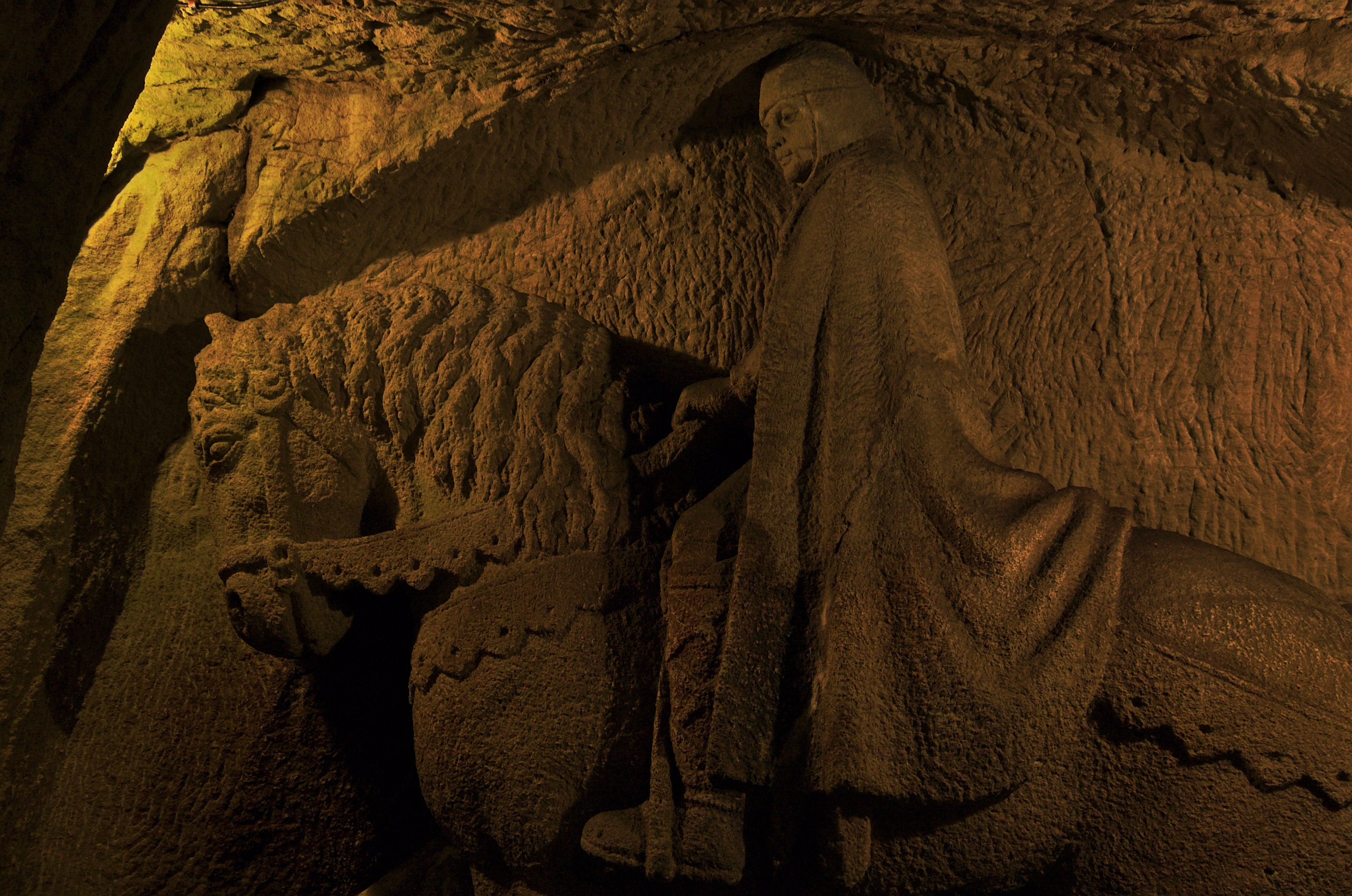
Socha svatého Václava v jeskyni Blanických rytířů

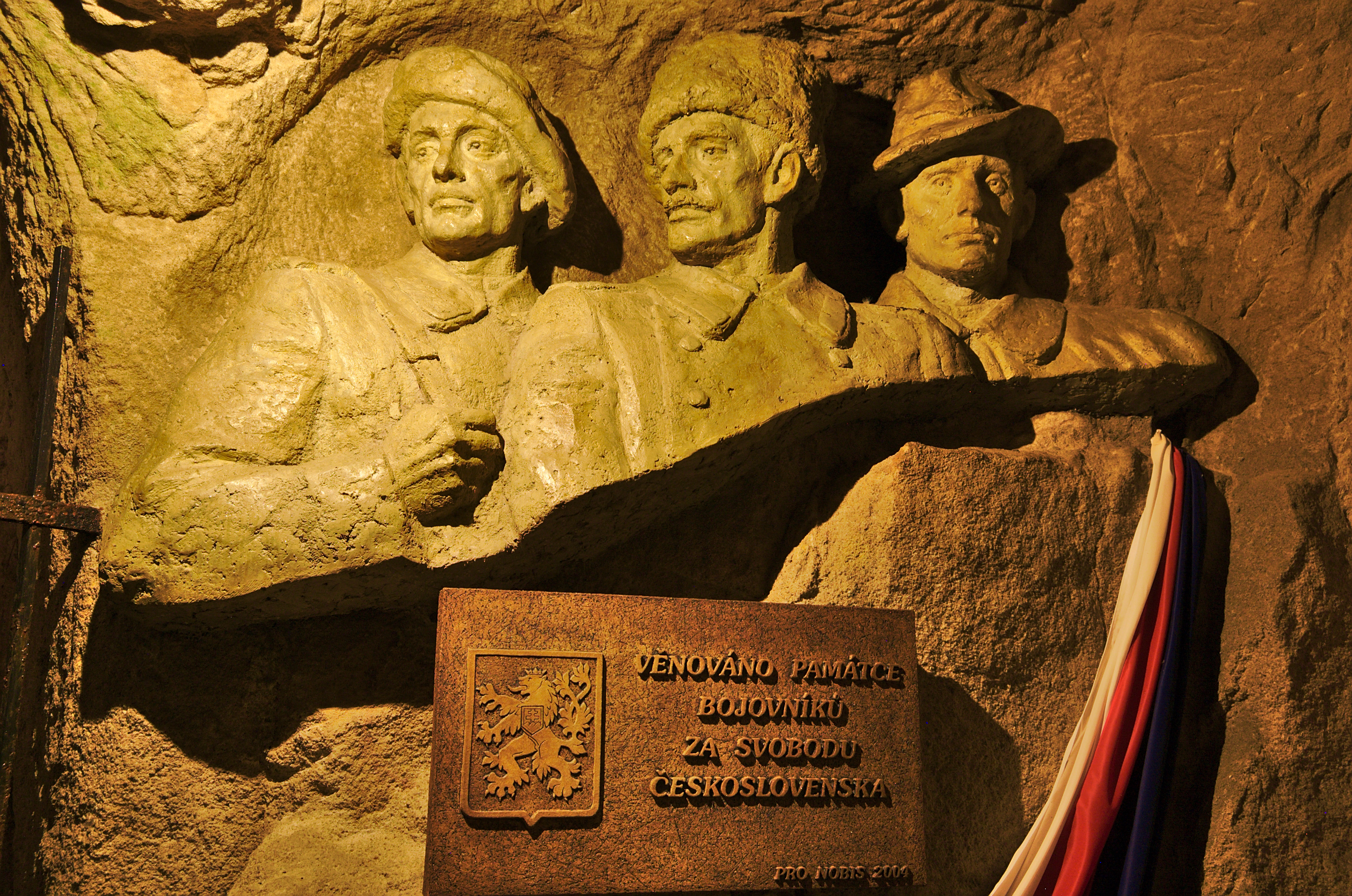
Legionářská tematika v jeskyni

Již od malička se Stanislav Rolínek zajímal o umění. Rád maloval a později se začal zajímat o sochařství. U kopce Velký Chlum vytesal v pískovcovém lomu hasičskou sekerkou a půlkou nůžek na stříhání ovcí plastiku dívčí tváře. Zdejší lidé se mu posmívali, Rolínek se uzavřel do sebe a v lesích u Bořitova vytvořil sousoší husitských osobností v nadživotní velikosti. Dílo vzbudilo v okolí velký zájem, o sousoší se v roce 1927 dokonce psalo v celorepublikovém tisku. Starostu Kunštátu Františka Buriana, původně uzenáře, to přivedlo na myšlenku vytvoření několika soch nedaleko obce, pro zvýšení turistické atraktivity. Stanislav Rolínek, tehdy 25letý, komunikoval jen s několika málo lidmi. Starosta Burian si však jeho důvěru získal.

## Socha TGM
Burian koupil za tímto účelem kus lesa na skále u Rudky. Dílo mělo představovat poprsí prezidenta republiky T. G. Masaryka společně s postavami legionářů. Ke změně došlo ve chvíli, kdy přišla zpráva, že jinde na Moravě vzniká asi pětimetrová socha prezidenta Masaryka. Plán byl změněn pouze na samotnou sochu prezidenta vysokou čtrnáct a půl metru. Burian chtěl, aby byla socha odhalena na desáté výročí vzniku republiky 28. října 1928. To znamenalo dokončení sochy v termínu pouhých osmi měsíců, což se podařilo splnit. Rolínkovou předlohou podoby TGM byla poštovní známka. Tehdy to byla největší socha ve střední Evropě. Na oslavu odhalení sochy se sjelo na třicet tisíc lidí. Avšak T. G. Masaryk, který se v té době pohyboval v okolí, nedorazil.
O sochařské práci Rolínkově přináší svědectví Jan Jelínek, činovník ČsOL, v červenci 1928:
| „ | Rolínek pracuje na díle měsíc a obyvatelé Kunštátu, rolníci, řemeslníci, obchodníci, učitelé, dělníci a předníci i ženy pomáhají mu po celou tu dobu odklízeti skálu. | “ |
| — | |   |

| „ | Ukáže-li se skalní masiv ještě hlubším, bude pod postavou presidenta vytesán podstavec tři metry vysoký. | “ |
| — | |   |

## Jeskyně
Starosta Kunštátu spřádal i další plány k oživení turistického ruchu. Chtěl, aby Rolínek nedaleko prezidentovy sochy vyrazil ve skále umělou jeskyni, kterou by vyplňovaly postavy blanických rytířů. Před vchodem měl stát v nadživotní velikosti lev, symbol české státnosti. Zajímavostí je i Sněhurka a trpaslíkové, kterou nechal do jeskyně Burian umístit pravděpodobně z obchodních důvodů jako atrakci pro děti. Po roce 1989 se někteří návštěvníci jeskyně domnívali, že se jedná o nevhodné doplnění „národní“ jeskyně o amerikanismus a kýč. Dopis jednoho rozzlobeného návštěvníka byl umístěn ještě v roce 1999 na nástěnce při vchodu do jeskyně.

## Po Rolínkově smrti
V létě roku 1929 se Rolínek vrátil léčit do sanatoria. Od září začal studovat na Akademii výtvarných umění v Praze. Jeho učitelem se stal Otakar Španiel. I když Rolínkovi chybělo požadované vzdělání, bylo mu uděleno stipendium pro mimořádné nadání, po roce však musel ze zdravotních důvodů odejít. Rolínek se tehdy vrátil do Kunštátu, kde navštívil jeskyni s rytíři, které vytvořil sám Burian a souhlasil s jejich poupravením. Původními Rolínkovými díly v jeskyni tak zůstala jen třiapůlmetrová socha sv. Václava na koni a socha lva před vchodem.
K soše sv. Václava se váže slavná Rolínkova věta: „Já dodělám svatého Václava a on dodělá mě.“
Počátkem třicátých let se nemoc Stanislava Rolínka zhoršila; v červenci roku 1931 zemřel v rodném domě v Bořitově, kde je pochován na místním hřbitově. Při pohřbu byla pronesena řada projevů.
| „                  | Po církevních obřadech rozloučil se se zesnulým za rodnou obec bořitovskou řídící učitel Vincenc Fučík, za Kunštát Josef Zejda, učitel z Černé Hory. Jménem legionářů Boskovska Jan Jelínek, předseda okr. Československé obce legionářské. Dále promluvil vládní rada Fendrych a Burian. | “ |
| — E. H. Meziříčský | |   |

Dílo bylo za 2. světové války ukryto. Na místě sochy T. G. Masaryka byla jako kamufláž vystavěna lesní bouda. Nakonec bylo ale sousoší prozrazeno a nacisty zničeno. V současné době je ze sochy pouze torzo (Masarykovy boty).

## Posmrtná ocenění
- V rodném Bořitově po něm byla v roce 2004 pojmenována ulice Rolínkova.

## Fotogalerie

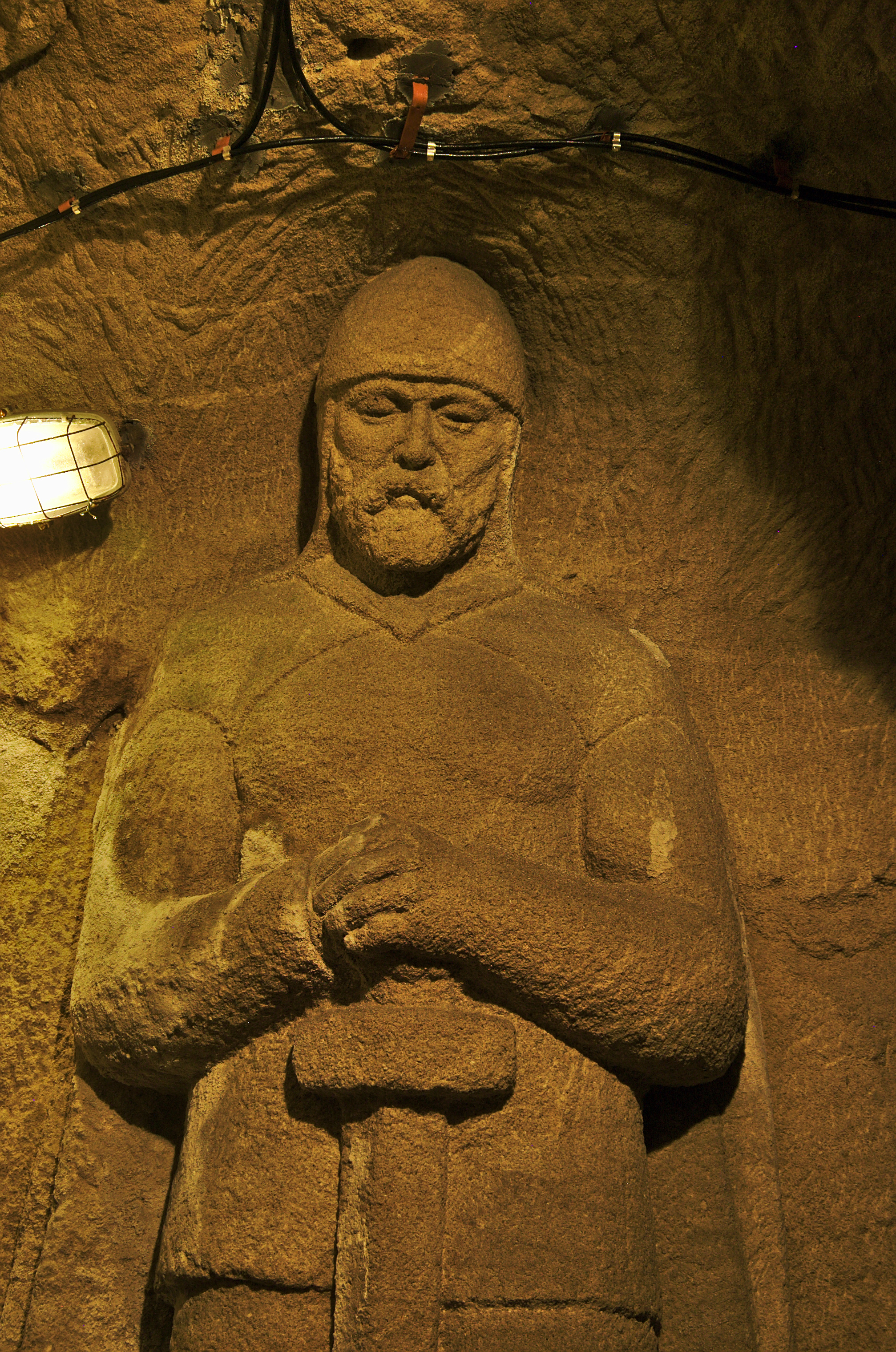
Rytíř v jeskyni
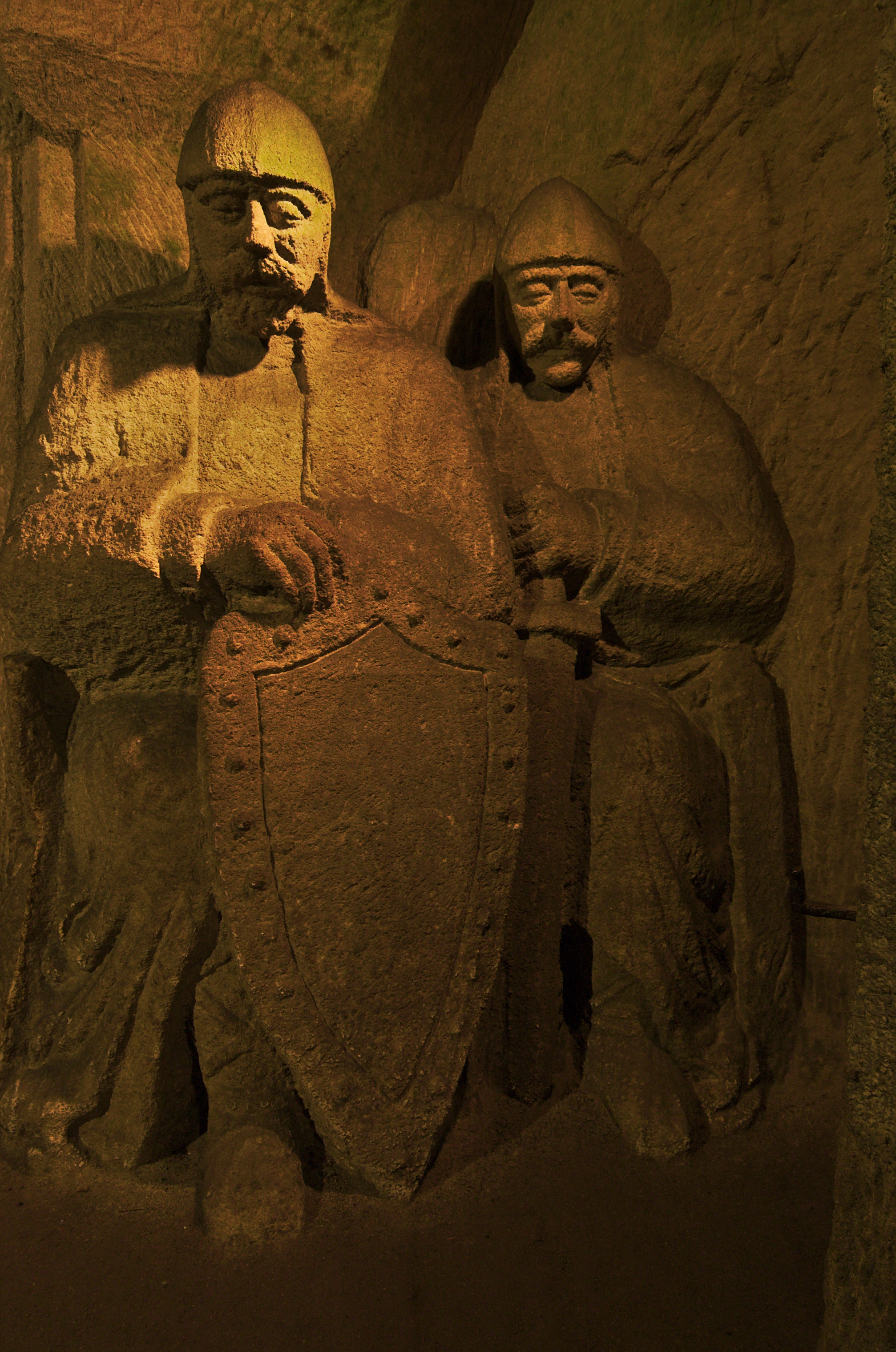
Rytíři v jeskyni
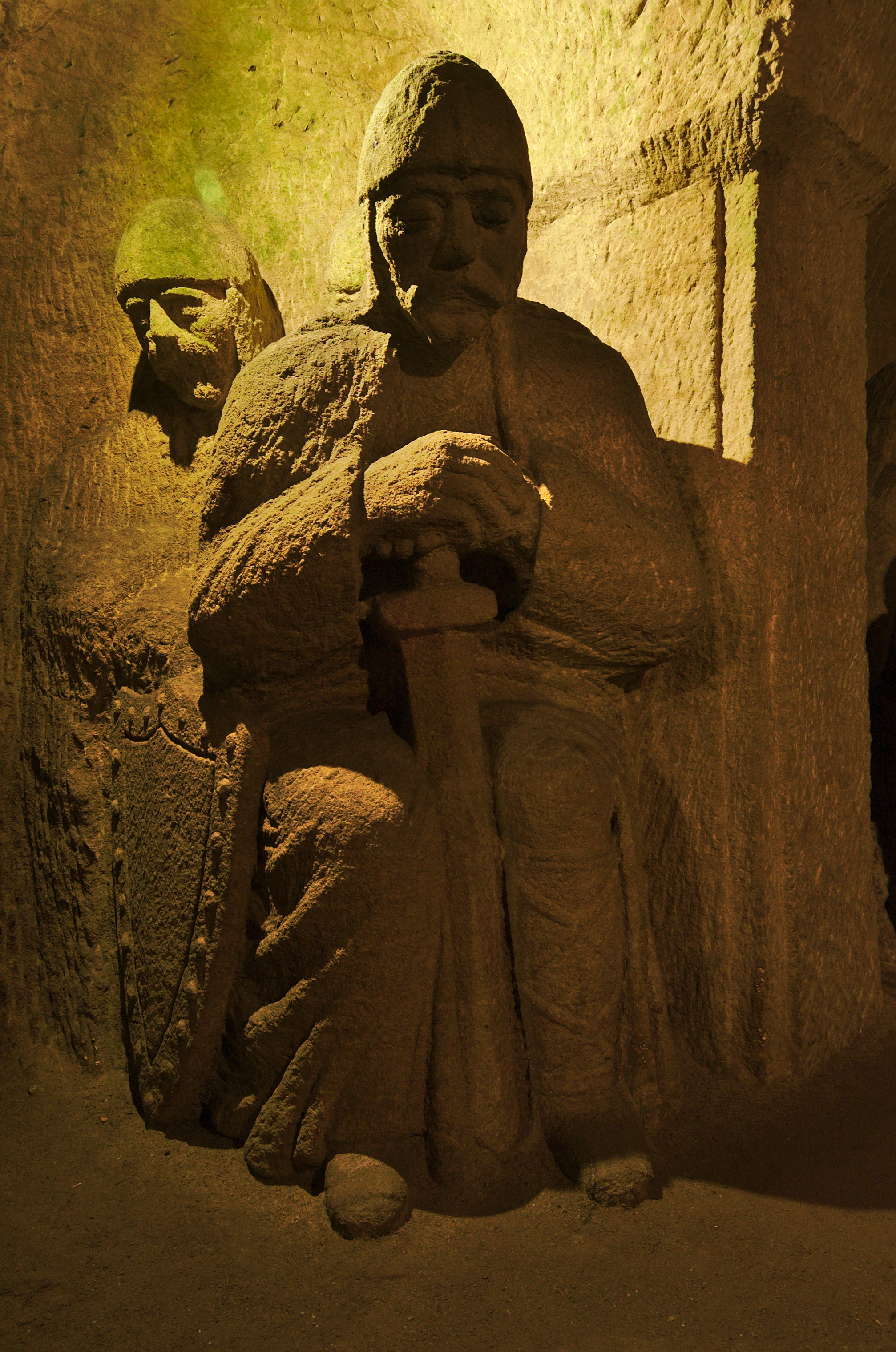
Rytíři v jeskyni
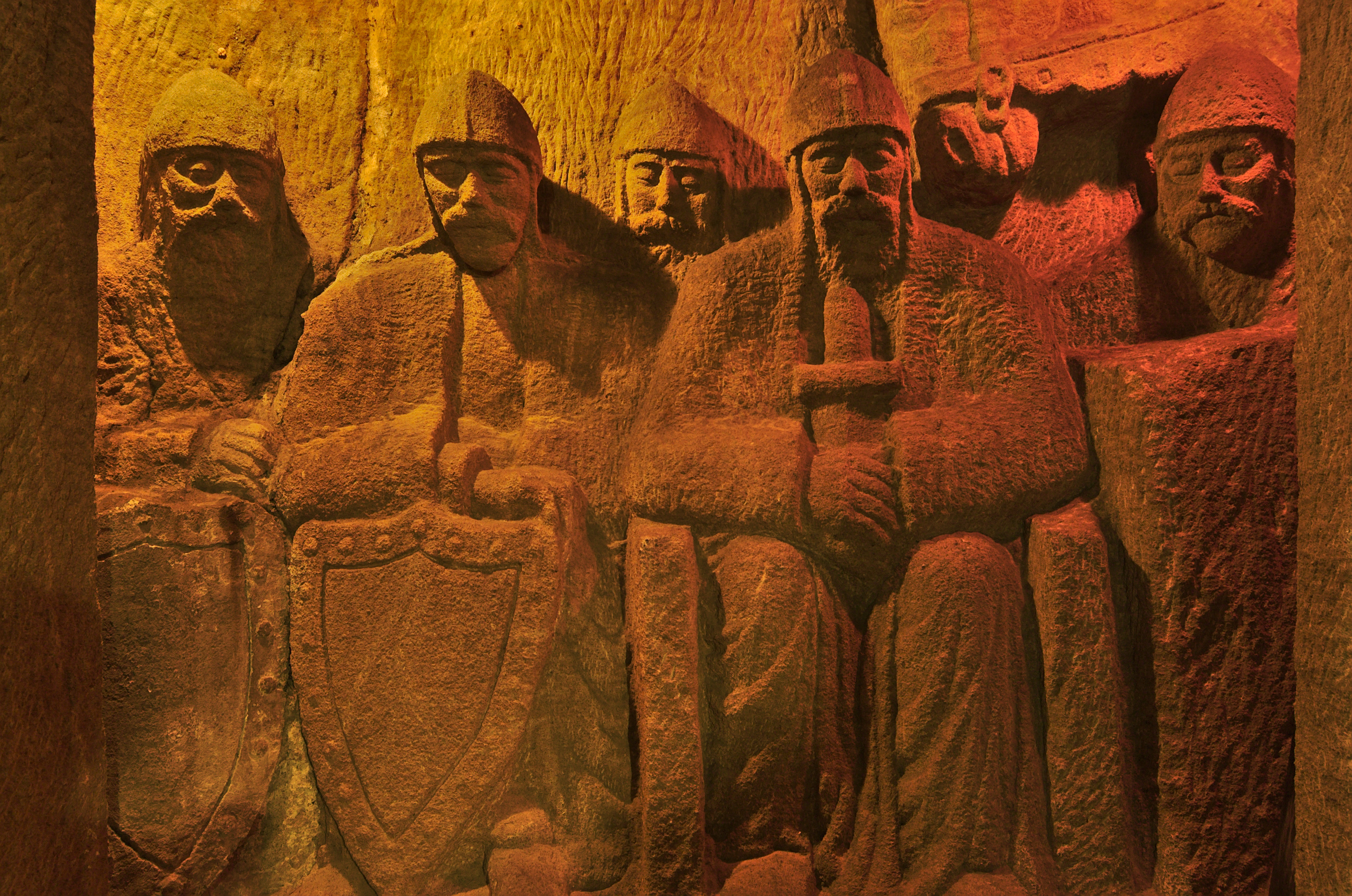
Rytíři v jeskyni
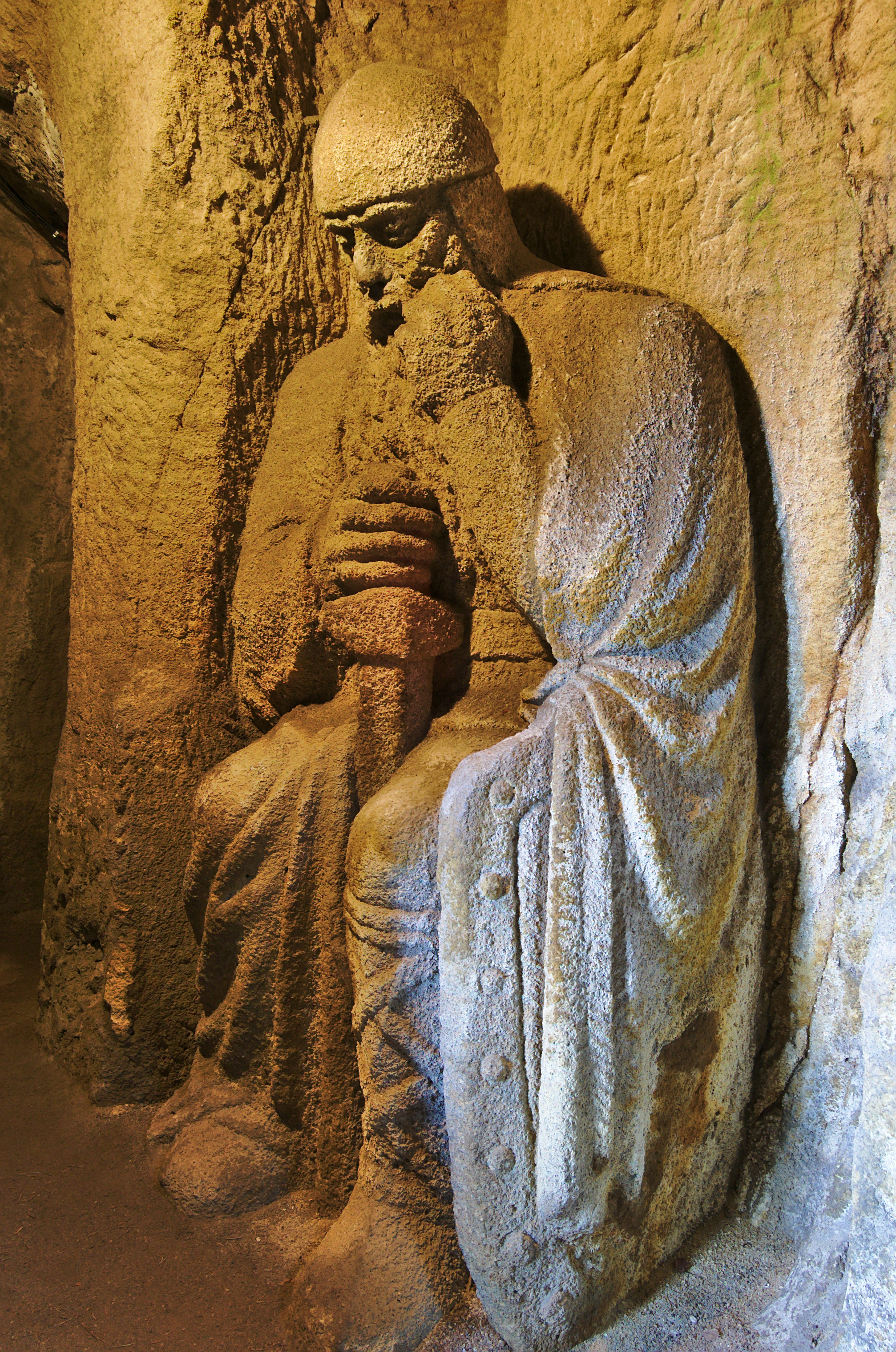
Rytíř u vchodu do jeskyně
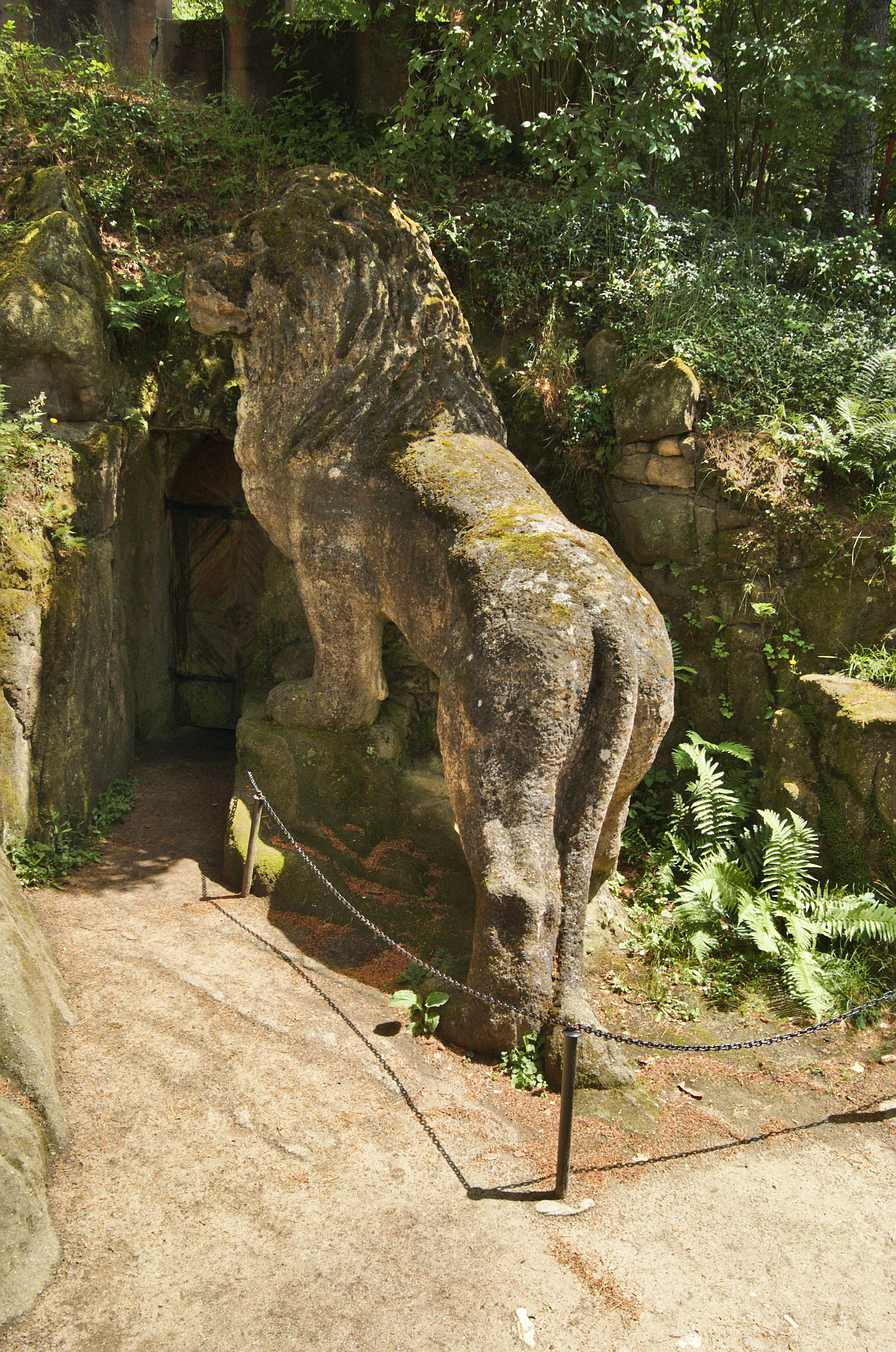
Lev před jeskyní
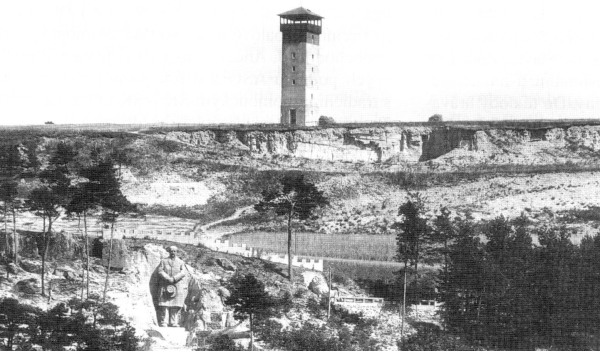
Socha T. G. Masaryka pod rozhlednou